# La Combattante (P730)
La Combattante (P730) byl hlídkový a raketový člun francouzského námořnictva provozovaný v letech 1964–1991. Člun se stal vzorem pro exportně úspěšnou rodinu raketových člunů třídy La Combattante. Byl také využit pro testy protilodních střel Exocet.

## Stavba
Stavba byla objednána roku 1960. Člun postavila francouzská loděnice Constructions Mécaniques de Normandie v Cherbourgu jako prototyp plánované nové třídy. Stavba byla zahájena v prosinci 1961, přičemž na vodu byl spuštěn 20. června 1963. Do služby byl přijat v březnu 1964.

## Konstrukce
Plavidlo neslo navigační radar DRBN 32. Výzbroj tvořily dva 40mm kanóny Bofors a čtyři protilodní střely SS.12 s dosahem 5,5 km. Pohonný systém tvořily dva diesely SEMT-Pielstic o výkonu 3200 bhp. Nejvyšší rychlost dosahovala 23 uzlů. Dosah byl 2000 námořních mil při rychlosti 12 uzlů.
Roku 1979 člun dostal dva nové diesely SEMT-Pielstick 8PA4-V200 o výkonu 3840 hp. Rychlost se zvýšila na 28 uzlů. Zadní kanón nahradil vrhač klamných cílů. Výzbroj doplnily dva 12,7mm kulomety.